# Misodendrum
Misodendrum (alternativně Misodendron) je jediný rod čeledi Misodendraceae vyšších dvouděložných rostlin z řádu santálotvaré (Santalales). Jsou to zelení poloparazité, rostoucí na různých druzích pabuku a vzhledově poněkud připomínající jmelí.

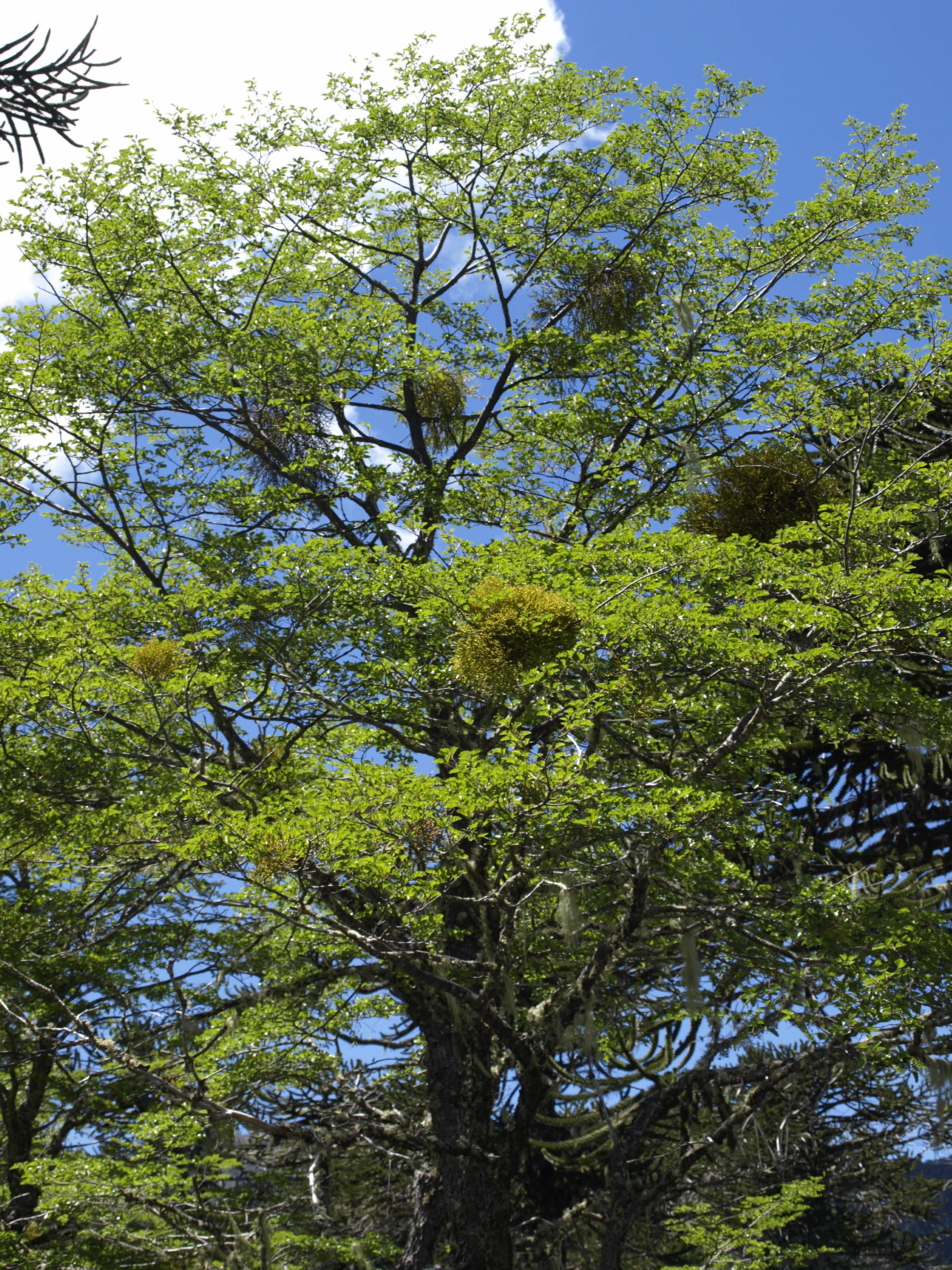
Misodendrum angulatum v koruně pabuku jižního

## Popis
Zástupci rodu Misodendrum jsou dvoudomé poloparazitické keře, parazitující výhradně na kmenech a větvích různých druhů pabuku (Nothofagus).
Listy jsou jednoduché, drobné, střídavé, bez palistů. Květy jsou velmi drobné, uspořádané v jehnědovitých až klasovitých květenstvích. Samčí květy jsou bezobalné, se 2 až 3 tyčinkami, bez zbytků semeníku. Samičí květy mají trojčetné okvětí a polospodní semeník s jedinou komůrkou, srostlý ze 3 plodolistů. Čnělka je jediná, se 3 bliznami. Samičí květy obsahují zakrnělé tyčinky - staminodia. Plodem je jednosemenný nepukavý trojhranný až trojkřídlý oříšek. Semena obsahují endosperm.

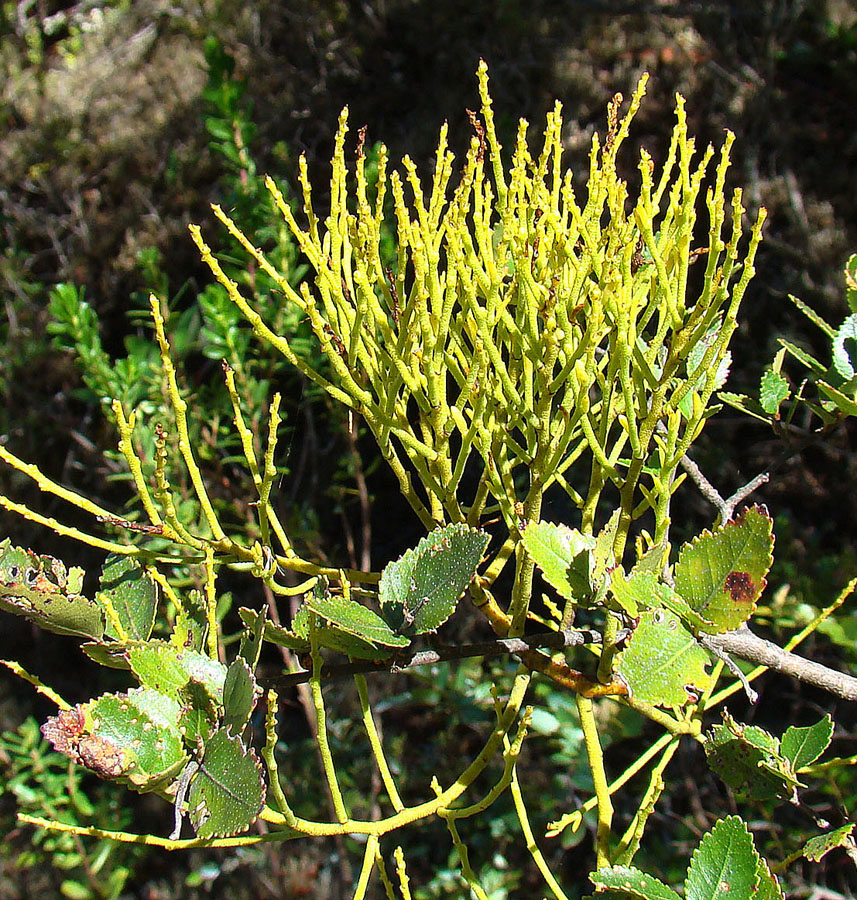
Misodendrum punctulatum
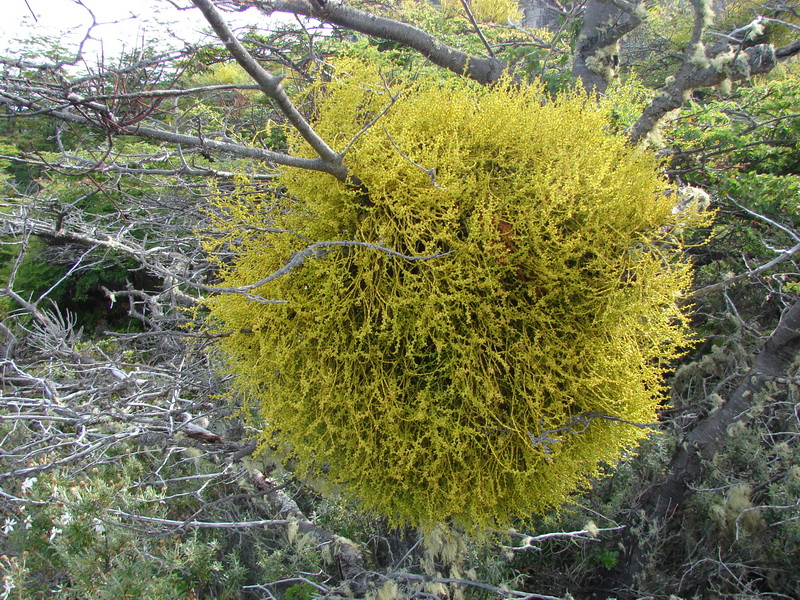
'Misodendrum sp.

## Rozšíření
Rod zahrnuje celkem 8 druhů. Vyskytuje se pouze v chladných oblastech jihu Jižní Ameriky v Argentině a Chile.

## Taxonomie
Podle kladogramů APG tvoří Misodendraceae monofyletickou větev spolu s čeleděmi ochmetovité (Loranthaceae) a Schoepfiaceae.
Občas se lze v různých zdrojích setkat s alternativním názvem Misodendron.